# سمر إسحاق
سمر إسحاق (1 يناير 1986 بفيصل آباد في باكستان - ) هو لاعب كرة قدم باكستاني في مركزي الظهير والدفاع. شارك مع منتخب باكستان لكرة القدم. أما مع النوادي، فقد لعب مع نادي كي أر إل.

## وصلات خارجية
- سمر إسحاق على موقع قاعدة بيانات كرة القدم.إي يو (الإنجليزية)
- سمر إسحاق على موقع ناشيونال فوتبول تيمز (الإنجليزية)
- سمر إسحاق على موقع GSA (الإنجليزية)